# رمز عشق
رمز عشق نام یک آلبوم موسیقی است با نوازندگی تار و سه‌تار محمدرضا لطفی، و تنبک محمد قوی‌حلم این آلبوم حاصل ضبط زندهٔ کنسرت محمدرضا لطفی و محمد قوی‌حلم در آوریل سال ۱۹۹۴ در کپنهاگ است. در دستگاه ماهور و آواز دشتی. 

## فهرست آهنگ‌ها
| ردیف | آهنگ                    |
| ۱    | درآمد ماهور             |
| ۲    | کرشمه                   |
| ۳    | ضربی                    |
| ۴    | (رمز عشق (داد           |
| ۵    | فرود                    |
| ۶    | چهار مضراب              |
| ۷    | (دلکش (قسمت اول         |
| ۸    | در این عشق بمیرید       |
| ۹    | (دلکش (قسمت دوم         |
| ۱۰   | چهار مضراب دلکش         |
| ۱۱   | خرابات خوانی            |
| ۱۲   | ذکر                     |
| ۱۳   | فرود                    |
| ۱۴   | پیش درآمد               |
| ۱۵   | گلعذار                  |
| ۱۶   | درآمد دشتی              |
| ۱۷   | رقص پرندگان             |
| ۱۸   | فرود سارنگ              |
| ۱۹   | اوج                     |
| ۲۰   | (درد عشقی کشیده‌ام (سلمک |
| ۲۱   | رضوی                    |
| ۲۲   | چهار مضراب فرود         |
|      |                         |
|      |                         |